# Cliza
Cliza – miasto w Boliwii, w departamencie Cochabamba, w prowincji Germán Jordán.